# Arnulf van Chocques
Arnulf van Chocques (ook: van Rohes, van Rœulx) (Chocques, tweede helft 11e eeuw - Jeruzalem, 1118) was een van de geestelijke leiders tijdens de Eerste Kruistocht (1095-1099) en was Latijns patriarch van Jeruzalem in 1099 en van 1112 tot aan zijn dood.

## Levensloop

### Vroege jaren
Arnulf was de onwettige zoon van een geestelijke en was afkomstig van Chocques dat in die tijd deel uitmaakte van het graafschap Vlaanderen. Hij studeerde in Caen onder de leiding van Lanfranc van Bec.
Zijn religieuze loopbaan Arnulf als tutor van Cecilia, een dochter van Willem de Veroveraar. Hij gaf ook les aan Ralph van Caen, de kroniekschrijver van de Eerste Kruistocht die in 1095 door paus Urbanus II werd afgekondigd.

### De Eerste Kruistocht
Arnulf werd tijdens de kruistocht vergezeld door zijn goede vriend Odo van Bayeux, een halfbroer van Willem de Veroveraar. Na diens dood in 1097 werd hij kapelaan van Robert Curthose, de hertog van Normandië en de oudste zoon van Willem de Veroveraar. Sommige historici achten het waarschijnlijk dat Arnulf een pauselijk legaat was onder leiding van Adhemar van Monteil, de bisschop van Le Puy-en-Velay. Na diens dood in 1098 nam Arnulf samen met Peter van Narbonne de geestelijke leiding van de kruistocht op zich.
De dood van Adhemar had echter een negatieve invloed op de kruistocht. Een aantal niet-normandische ridders vonden hem corrupt en zongen vulgaire liederen over hem maar de meeste kruisvaarders respecteerden Arnulf als een persoon met een scherp verstand die de kunst van de rede en het leiderschap verstond. Terwijl Arnulf de redenaar van de elite was, was Peter de Kluizenaar de redenaar van het volk.
Tijdens de kruistocht was er een crisis ontstaan omdat er grote twijfel was rond de figuur van Peter Bartholomeus die aanspraak maakte op de ontdekking van de Heilige Lans in Antiochië. Er ontstonden twee kampen, dat van Arnulf en dat van Raymond IV van Toulouse, die Bartholomeus, die na een vuurproef de dood vond, wel geloofde. Om de onenigheid te beslechten en om het moreel van de troepen terug te vergroten liet Arnulf een Christusbeeld vervaardigen. Het beeld tijdens het Beleg van Jeruzalem in 1099 op een stormram meegevoerd. Arnulf ontdekte na de verovering van de stad het Heilige Kruis onder de Heilig Grafkerk van Jeruzalem. Dit Kruis werd de heiligste relikwie van het Koninkrijk Jeruzalem.

### Een eerste maal als Latijns patriarch van Jeruzalem
Nadat Godfried van Bouillon koning van Jeruzalem geworden was en Raymond van Toulouse het leger verlaten had, werd Arnulf op 1 augustus 1099 door de kruisridders verkozen tot patriarch van het pas opgerichte Latijns patriarchaat van Jeruzalem. Arnulf steunde Godfried van Bouillon in zijn beslissing om van het koninkrijk een wereldlijke staat te maken in plaats van ze door de geestelijkheid en dus door de paus te laten besturen. Deze steun werd hem niet in dank afgenomen door de geestelijkheid.
Deze steun werd hem niet in dank afgenomen door de geestelijkheid die beroep deden op het canoniek recht dat stelde dat Arnulf eerst geen diaken geweest alvorens patriarch te worden. Op de Kerstsynode van december 1099 werd Arnulfs benoeming dan ook vernietigd. Paus Paschalis II benoemde Dagobert van Pisa tot nieuwe patriarch en Arnulf werd aartsdiaken van het kapittel van de Heilig Grafkerk.

### Arnulf als aartsdiaken
Op 18 juli 1100 overleed Godfried van Bouillon en, ondanks de tegenkanting van de patriarch, werd zijn broer Boudewijn van Boulogne de nieuwe koning van Jeruzalem. Gesteund door Arnulf kon de nieuwe koning ervoor zorgen dat Dagobert in 1102 werd afgezet wegens het achterhouden van kerkelijke fondsen. Omdat Arnulf nog niet kon benoemd worden, werd hij vervangen door een vertrouweling van Boudewijn, Ehremar van Terwaan. De paus sprak Dagobert vrij van de beschuldigingen en bevestigde hem opnieuw als patriarch. Dagobert overleed echter in Messina toen hij op weg was naar Jeruzalem. De paus zond daarop zijn pauselijk legaat Ghibbelin van Arles naar Jeruzalem als nieuwe patriarch. Toen Ghibbelin in 1112 stierf, kon Arnulf hem, met de steun van koning Boudewijn opvolgen.

### Tweede periode als Latijns patriarch
Als patriarch voerde Arnulf een aantal hervormingen door. Zo verplichtte hij in 1114 de kanunniken van het Heilige Grafkapittel om de regels van Augustinus van Hippo over te nemen. Toen hij niet-katholieke diensten verbood bij het Heilige Graf werd Arnulf eveneens onpopulair bij de orthodoxen en de Syrisch-orthodoxen.
Arnulf werd beschuldigd van diverse misdrijven: van een seksuele relatie te hebben met een moslimvrouw, van simonie maar vooral van het door de vingers zien van de bigamie van koning Boudewijn die opnieuw huwde terwijl zijn eerste vrouw nog leefde. In 1115 verbleef Berengarius van Orange, pauselijk legaat van Paschalis II, in Jeruzalem over de kwestie. In een concilie van bisschoppen van kruisvaardersstaten zette Berengarius de patriarch af. Arnulf reisde onmiddellijk af naar Rome om zich vrij te pleiten van de aanklachten van het concilie. Intussen weigerde legaat Berengarius om patriarch van Jeruzalem te zijn. Berengarius stelde priester Garimond uit het bisdom Amiens aan om de lopende zaken van het patriarchaat te regelen (1115-1116). Berengarius reisde terug naar Rome. Arnulf werd al vlug vrijgepleit door paus Paschalis II die hem met het pallium bekleedde (1116).
In 1118 overleed koning Boudewijn I. Arnulf kon ervoor zorgen dat niet Boudewijns broer Eustaas maar wel Boudewijn van Boulogne de nieuwe koning werd. Korte tijd later stierf ook Arnulf. Hij werd opgevolgd door Garmond van Picquigny.

## Familie
Arnulf huwelijkte zijn nicht Emma (Emelota) (sommige bronnen geven aan dat zij een dochter zou zijn) uit aan Eustatius I Grenier, heer van Sidon. Na diens dood trouwde zij met Hugo II van Jaffa.